# مارينوس لارسن
مارينوس لارسن هو سياسي أمريكي، (و. 1849  م). انتخب عضو مجلس نواب ولاية يوتا ‏.